# Gaston Dulong
Gaston Dulong (né en 1919 à Saint-Esprit et mort le 4 janvier 2008 à Grasse) est un linguiste québécois qui a enseigné pendant 35 années, de 1949 à 1986, au Département de langues et de linguistique de l'Université Laval. Il est l'initiateur et coauteur avec Gaston Bergeron de l'Atlas linguistique de l'Est du Canada et auteur d'ouvrages sur les particularités lexicales du français en usage au Québec et dans diverses régions francophones du Canada. Il a publié un Dictionnaire correctif du français au Canada et le Dictionnaire des canadianismes (Septentrion, 1999). En 1981, il reçoit la Médaille Luc-Lacourcière du Célat, Université Laval, pour "L'Atlas linguistique de l'est du Canada - Le Parler populaire du Québec et de ses régions voisines". 

## Biographie
Il est né le 1919 à Saint-Esprit, comté de Montcalm. Après des études classiques au Collège de Rigaud, il étudie en Lettres françaises à l’Université Laval. Boursier du Séminaire de Québec, de la Société royale du Canada et du gouvernement français, il se spécialise en histoire de la langue française, en France, à l’École des Chartes et à l’École pratique des hautes études, à Paris auprès d'Albert Dauzat, grand spécialiste de la linguistique française. Il étudie alors la paléographie et la philologie. Il fait la connaissance de Raymond Arveiller, avec qui il se lit d'amitié. De retour au Canada, en 1949, il est engagé comme professeur à l'Université Laval, où il enseigne l'histoire du français à l'époque médiévale. 
Professeur à la Faculté, il enseigne d'abord le latin, l’histoire de la langue française, le français en usage au Canada et la littérature française. Se concentrant sur l'histoire de la langue franco-canadienne, il en fait voir et comprendre la richesse et les particularités en la rattachant à ses souches françaises, comme avait souhaité le faire, des années auparavant, la Société du parler français au Canada en publiant son Glossaire du parler français au Canada (1930). 
Avec ses collègues de travail Roch Valin, linguiste, Luc Lacourcière, ethnologue, Jean-Denis Gendron, phonéticien, il participe à l’établissement d’un mouvement universitaire de réflexion élargie sur la réalité culturelle française au Canada français. Cette action débouche entre autres choses sur la création du Département de langues et de linguistique de l’Université Laval. Avec les mêmes confrères réunis sous la tutelle de Monseigneur Félix-Antoine Savard à la direction de la Société du parler français au Canada (1962), il avait auparavant apporté son concours scientifique au projet de création d'un office de la langue française du Québec.
En 1969, il reçoit une subvention du Conseil des Arts du Canada pour s'atteler à la tâche de recenser la manière dont on parle le français dans l'Est du Canada. Avec la collaboration de Gaston Bergeron et de nombreux enquêteurs spécialisés près de 700 témoins répartis sur 169 localités au Québec, en Ontario et dans les Maritimes sont rencontrés et interrogés. De 1973 à 1978, il synthétise toutes ces données dans une œuvre appelée à faire date. Les 10 volumes de: Le parler populaire du Québec et de ses régions voisines : Atlas linguistique de l'Est du Canada, devient la première enquête complète sur le français dans l'Est du Canada. En 1989, la maison d'édition Larousse approche Gaston Dulong afin que celui-ci reprennent ces données pour en faire un nouvel ouvrage, ce sera le Dictionnaire des canadianisme, encore aujourd'hui considéré comme une référence en la matière. Dix ans plus tard, en 1999, les éditions Septentrion publie une version de poche dudit Dictionnaire.